# ミロスラフ・クローゼ
ミロスラフ・クローゼ（Miroslav Klose, 1978年6月9日 - ）は、ポーランド・オポレ出身の元サッカー選手、現サッカー指導者。現役時代のポジションはFW。ポーランド語の表記法ではミロスワフ・クローゼ (Mirosław Klose) 。愛称はミロ。
FIFAワールドカップにおける通算得点数の歴代最多記録をもっている。また、ドイツ代表での出場試合数は歴代2位、得点数は歴代最多。

## 生い立ち
ポーランド・シレジアのオポレで生まれた。父はAJオセールなどでプレーし、ポーランド代表経験も持つ元サッカー選手ユゼフ・クローゼ (Józef Kloze) 、母はポーランド代表で82試合出場した元ハンドボール選手バルバラ・イェジュ (Barbara Jeż) 。妻はポーランド出身のポーランド人。祖父のエルヴィン・クローゼ（Erwin Klose）はシレジア（ドイツ語シュレージェン、ポーランド語シロンスク）地方出身のドイツ人で、第二次大戦後にシレジアがドイツ領からポーランド領となってから（旧ドイツ東部領土参照）もそのまま定住した。家庭ではドイツ語でなくポーランド語で話している。若い頃に大工の資格を取得しており、アルバイト経験もある。

## クラブ経歴
9歳でドイツに移住し、7部リーグに所属する小さなクラブ、ブラウバッハ＝ディーデルコップフ（SG Blaubach-Diedelkopf）やFC08ホンブルクでアマチュア時代を過ごす。

### カイザースラウテルン時代
1999年にブンデスリーガ・1.FCカイザースラウテルンのサテライトチームに移籍し、2000年4月にプロデビュー。翌シーズンには計11得点を挙げた。2001-02シーズンには16得点の成績で、チームはUEFAカップ準決勝まで進出した。
2002-03, 2003-04シーズンは少し調子を落としたが、一定の成績は残した。

### ブレーメン時代
2004年7月1日に移籍金500万ユーロでヴェルダー・ブレーメンへ移籍するとこれが転機となり復活した。クロアチア代表のイヴァン・クラスニッチと2トップを組み、2005-06シーズンには25得点を挙げ、ブンデスリーガ得点王となった。チームはDFLリーガポカールで優勝した。 

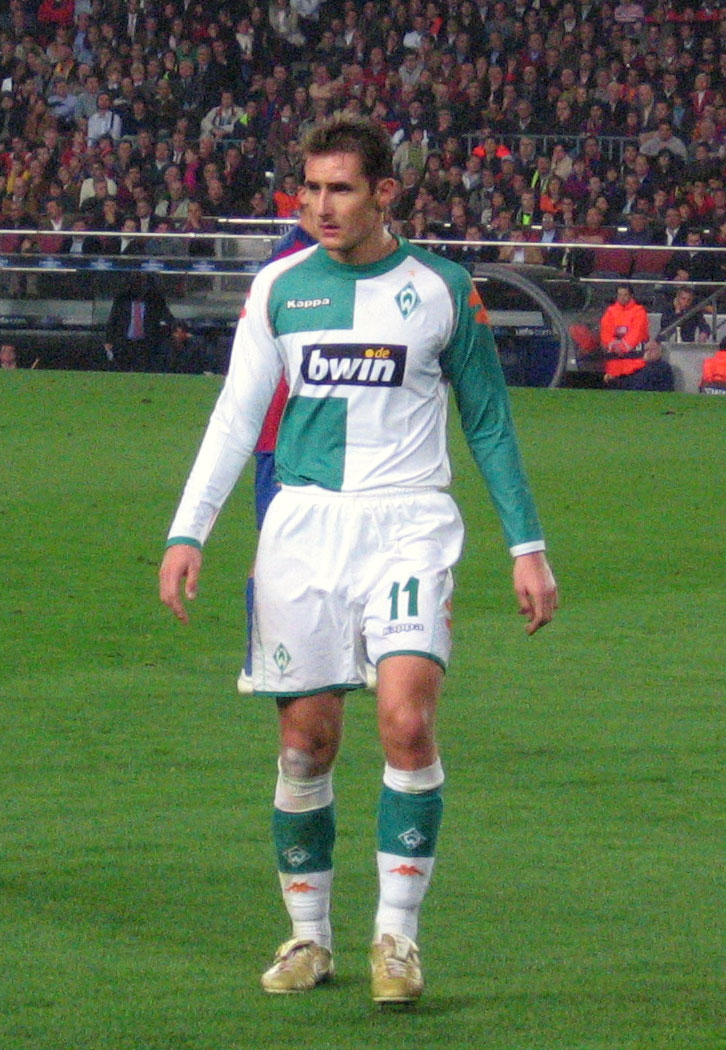
ブレーメン時代（2006年）

### バイエルン・ミュンヘン時代
2007年6月26日、移籍金1200万ユーロでバイエルン・ミュンヘンへ移籍した。2007-08シーズンにチームはDFBポカール優勝、ブンデスリーガ優勝、DFLリーガポカール優勝を果たした。 
2009-10シーズンはマリオ・ゴメスが移籍してきたことやトーマス・ミュラーの台頭により、出場機会および得点数が減少した。しかしチームはDFLスーパーカップで優勝し、決勝で自身もゴールを決めた。
2010-11シーズンは出場機会がさらに減少し、リーグ戦での得点はわずか1点に終わった。

### ラツィオ時代
2011年6月9日、契約期間満了でバイエルンを退団。SSラツィオへ移籍した。初の海外挑戦に対し不安の声も聞かれたがすんなりとチームにフィットし、怪我での離脱がありながらもチームトップのリーグ戦13得点を記録した。活躍したことでラツィオファンからすぐに受け入れられたが、10月16日のASローマ戦でクローゼがゴールを挙げて勝利すると一部の過激なラツィオファンが敬意を示すためにナチス式敬礼をして問題になるということもあった。2012-13シーズンでは、2013年5月5日のボローニャFC戦でセリエAでは27年ぶりとなる1試合5ゴールを記録した。最終的にリーグ戦15得点を記録した。チームとしてはコッパ・イタリアで優勝した。2013-14シーズンは出場機会が少し減り、最終成績も7得点に留まった。ワールドカップ後の2014年7月22日に突然、地元ドイツの「ビルト紙」のインタビューに「来年の夏が引退の時」と自ら引退を示唆する発言をした。2014-15シーズンはリーグ戦で13ゴール7アシスト、カップ戦6試合で3ゴール2アシストの成績を残した。2015-16シーズンは計8得点を挙げた。2016年5月10日にラツィオはクローゼとの契約を延長しないことを発表し、2015-16シーズン終了後に契約満了に伴い退団した。またラツィオでの最後の試合となった5月15日のフィオレンティーナ戦ではPKからゴールを挙げ、ラツィオで通算64得点とし、クラブの外国人選手最多得点記録保持者となった。
その後、現役続行の意思を示し、古巣カイザースラウテルン復帰やアメリカ、中国といったヨーロッパ外など様々な移籍オファーが報じられたが、同年11月1日にドイツ・サッカー連盟を通じて現役引退を発表した。この選択について、引退発表時には「この数か月、指導者という新たな立場からピッチに立ちたいと思っていた。試合の流れを読み、緻密に準備し、戦術や戦力を発展させる。それは現役時代から考えていたよ」と明かしている。

## 代表経歴
2000-01シーズンにFWとして一定の成績を残したことで2001年にポーランドとドイツ両代表から招集を受けるが、クローゼはドイツ代表を選択。2001年3月24日のアルバニア戦で代表デビューを果たした。
2002年、FIFAワールドカップ日韓大会を控えた親善試合でハットトリックを2度達成して好調を維持。大会本番でも7試合5得点（全ての得点がヘディングシュート）で得点ランク2位になり、ユルゲン・クリンスマン、オリバー・ビアホフを継ぐドイツ代表のエースストライカーとしてドイツの準優勝に貢献した。
2004年のUEFA EURO 2004では代表チームに召集されたが怪我からの復帰直後で調子が上がらず、2試合の出場で無得点に終わった。チームもグループステージで敗退した。
2006年のFIFAワールドカップドイツ大会でも7試合で5得点を決めて得点王となった。また得点以外の面でもスウェーデン戦でルーカス・ポドルスキの得点をアシストするなどの活躍を見せた。
2008年のUEFA EURO 2008にも出場し、準々決勝のポルトガル戦と準決勝のトルコ戦でゴールを決めた。決勝では無得点に終わり、チームも敗れた。
2010年には自身3度目となる2010 FIFAワールドカップに出場した。若返ったチームの中でも活躍し、グループリーグ初戦のオーストラリア戦で得点を挙げ、3大会連続得点を記録した。第2戦のセルビア戦では2枚のイエローカードを受けて前半で退場し、ドイツも敗れた。出場停止明けの決勝トーナメント1回戦イングランド戦ではマヌエル・ノイアーからのゴールキックをDFに競り勝って直接決め、先制点を挙げた。代表通算100試合目の出場となった準々決勝のアルゼンチン戦では2得点を挙げ、この時点でゲルト・ミュラーに並び、W杯通算得点を歴代2位の14得点とした。その後、準決勝のスペイン戦は無得点、3位決定戦のウルグアイ戦は欠場したため大会通算4得点、W杯歴代通算14得点で大会を終えた。
「この大会で代表を引退する」と宣言したが、その後UEFA EURO 2012への正式招集が決定。会見で「自分はまだ若いし、2014年まで十分やっていける。」と2014 FIFAワールドカップへの参加を示唆する発言をした。
2011年2月10日のイタリアとの親善試合に出場し代表出場試合数が106となり、ユルゲン・コーラーを抜き歴代単独3位となった。この試合では通算59得点目となる先制点も挙げた。
2012年のUEFA EURO 2012は、予選では出場した試合すべてで得点したが、本選では1ゴールに終わった。
2013年9月6日の2014 FIFAワールドカップ予選、オーストリア戦で代表通算68得点目を挙げ、ゲルト・ミュラーのドイツ代表歴代最多得点記録に並んだ。
2014年6月6日、マインツで行われたアルメニアとの試合で途中出場からゴールを決めて、ゲルト・ミュラーの記録を40年ぶりに塗り替えた。2014 FIFAワールドカップでは6月22日に行われたグループリーグ第2戦のガーナ戦で元ブラジル代表のロナウドと並ぶFIFAワールドカップ歴代通算最多タイのゴールを決めた。さらに7月9日の準決勝では、ブラジル戦で前半23分に右足でシュートを決め、以降6分間でドイツ代表が立て続けに3ゴールを奪うというドイツ圧勝への道筋をつけた。またこのゴールにより、ワールドカップ通算得点を16とし、歴代通算得点の記録を更新した。この記録はギネスに認定された。決勝にも先発出場した。自身の得点はなかったが交代したマリオ・ゲッツェが決勝点を決め、優勝を飾った。また、ワールドカップでの出場試合数が24になり、歴代2位となった。

2014年8月11日、代表引退を発表した。 2014年9月3日にはデュッセルドルフで行われたアルゼンチンとの親善試合の一環として、同じく代表引退を発表したフィリップ・ラームとペア・メルテザッカーとともに功績を讃えるセレモニーが行われた。

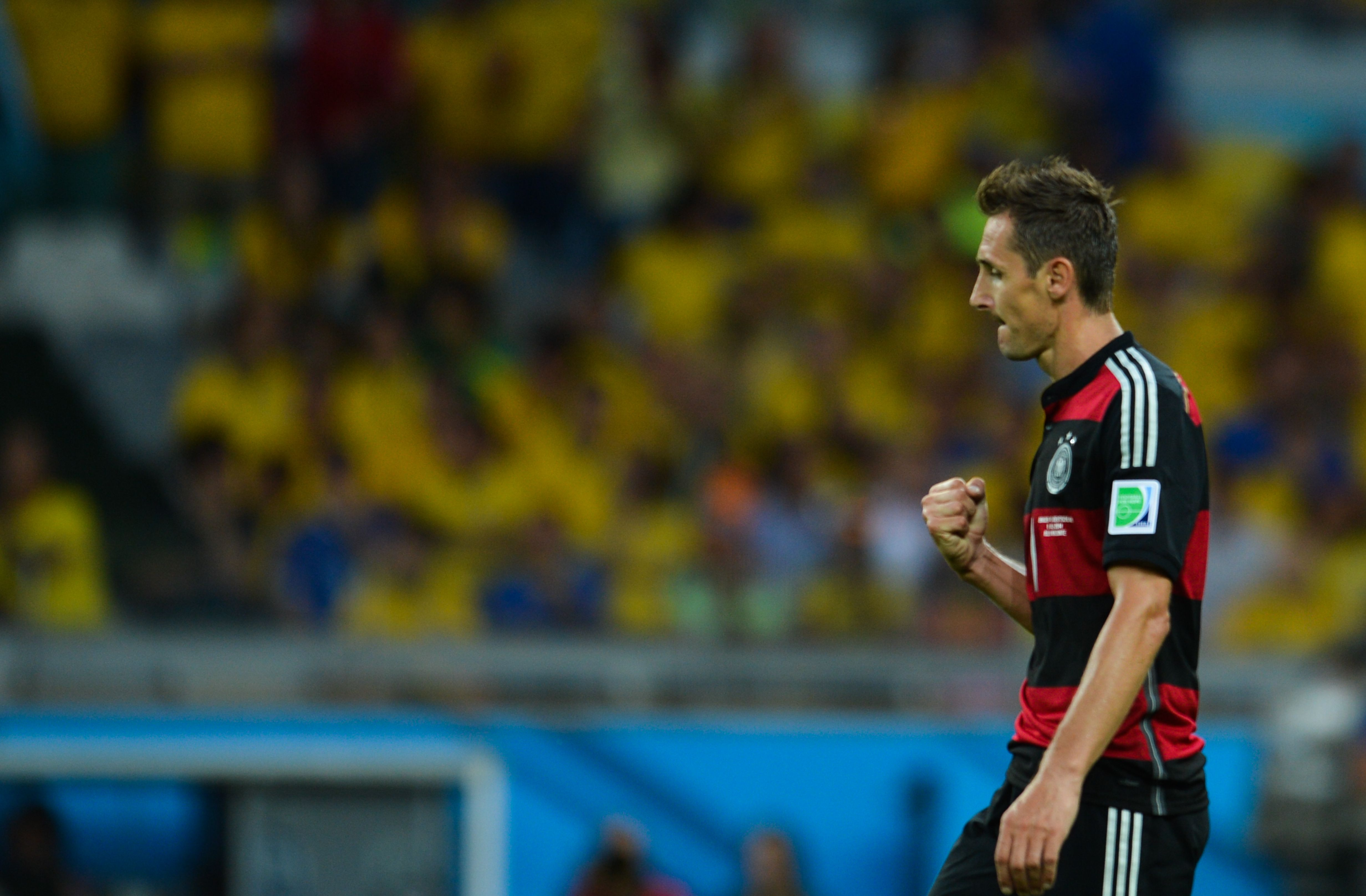
2014 FIFAワールドカップ準決勝ブラジル戦でワールドカップ通算得点を更新し喜ぶクローゼ

## 指導者経歴
引退発表時に今後は指導者の道を歩むと発言し、ドイツ代表のスタッフ入りも同時に発表された。2018 FIFAワールドカップではドイツ代表のコーチングスタッフを務めた。
2018年5月11日、FCバイエルン・ミュンヘンとU-17チームの監督としての2年契約に合意した。
2020年7月より1年契約でバイエルン トップチームのアシスタントコーチに就任。
2021年でバイエルンを退団し、次のキャリアに向けていたが、血栓を発症したため休養した。
2022年6月18日、SCラインドルフ・アルタッハ(サッカー・ブンデスリーガ (オーストリア))の監督に就任することが発表された。
2023年3月20日、チームは5勝5分け14敗と低迷し、最下位で降格プレーオフに臨むこととなったため、アルタッハは残留に向け、クローゼの解任を発表した。
2024年6月11日、ブンデスリーガ2部所属のニュルンベルクはクローゼを新監督に迎えることを発表した。

## 選手としての特徴
驚異的な得点能力を誇っているが、フィニッシュのバリエーションは決して多くない。代表として歴代最多の71得点を挙げているが、ペナルティーエリア外から決めたシュートは1つもない。得意のヘディングかダイレクトシュートでネットを揺さぶった回数が極端に多く、全体の約8割にあたる56ゴールをワンタッチで記録している。それでも偉大な金字塔を打ち立てられたのは、絶妙な動き出しやポジショニング、卓越したフィニッシュなど磨き上げた技能があるからで、なかでもゴール前での抜群の嗅覚は年齢を重ねるごとに研ぎ澄まされていった。また、それらのテクニックを自身の得点だけでなく、味方の得点にも生かす判断力をもっていた。
代表での活躍があまりに印象的で「代表専」と一部で言われるが、クラブにおいても安定した成績を残している。

## エピソード
- カイザースラウテルン時代は、プロになるまで大工のアルバイトをしていた。これは父の「何か手に職を持っておけ」という言いつけによって大工の職業訓練を受けていたためである[51][52]。
- フランツ・ベッケンバウアーはクローゼを「クロージーニョ」とあだ名している[53][54]。
- ゴールを奪うと、前方宙返りでその喜びを表現することから、「サルト・クローゼ」と呼ばれている[55][56]。
- 2005年4月30日、ブレーメン対ビーレフェルト戦では0-0の時点で自らが得たPKに対して、「自分が倒れただけで、PKではない」と審判に申告し、PKと相手選手への警告を取り消させた。その後、試合はクローゼ自身のゴールもあって3-0でブレーメンが勝利した。このプレーによってクローゼはドイツオリンピック委員会選定の「フェアプレー賞」を受賞している[57][58][59]。
- 2012年9月26日のラツィオ対ナポリ戦では、0-0の前半3分にCKからネットを揺らしたが、ナポリの選手がハンドをアピールして猛抗議すると自らハンドを認め、主審はゴールを取り消した[60]。試合後、ナポリの主将であるパオロ・カンナヴァーロは、「クローゼの行動は、賞が与えられるべきものだ」とそのフェアプレー精神を称賛した。
- 2014 FIFAワールドカップ・決勝では先発出場した。
  - 同戦はW杯史上最多7回目の対戦組み合わせであるアルゼンチン戦であり、決勝での同カードはこれもW杯史上最多の3回目[61][62]（86年メキシコ大会・90年イタリア大会）、決勝での戦績は1勝1敗、加えて両者とも当時2大会の直接対決以後優勝から遠ざかっており、因縁の対決ともなった。
  - 更に同戦は直近2大会の準々決勝（2006年大会準々決勝および2010年大会準々決勝）で実現しているカードであり、クローゼは両大会ともアルゼンチンからゴールを奪っている。直近2対戦は何れもドイツが勝利しており、クローゼはアルゼンチンキラーとしての活躍も期待された[63]。
  - 結局クローゼはこの決勝では自らゴールネットを揺らすことは出来ず、スコアレスのまま延長に突入する直前の後半43分にマリオ・ゲッツェと交代。この際ゲッツェに「おまえならできる」と話している[64]。過去3大会の好成績を支えながらもあと一歩で母国の優勝の栄光を逃してきたクローゼからバトンを受け継ぐような形で、22歳のゲッツェは延長後半8分にゴールを決めた。これがこの決勝戦唯一のゴールとなり、試合は1-0でドイツが勝利。4回目24年（6大会）ぶり・南米開催大会では欧州勢史上初の優勝を果たした。

## 個人成績

### クラブ個人成績
| クラブ               | シーズン     | 国内リーグ | 国内リーグ | 国内カップ戦 | 国内カップ戦 | 欧州カップ戦 | 欧州カップ戦 | 合計 | 合計 |
| クラブ               | シーズン     | 出場       | 得点       | 出場         | 得点         | 出場         | 得点         | 出場 | 得点 |
| -------------------- | ------------ | ---------- | ---------- | ------------ | ------------ | ------------ | ------------ | ---- | ---- |
| カイザースラウテルン | 1999-00      | 2          | 0          |              |              |              |              | 2    | 0    |
| カイザースラウテルン | 2000-01      | 29         | 9          | 2            | 0            | 12           | 2            | 43   | 11   |
| カイザースラウテルン | 2001-02      | 31         | 16         | 4            | 0            |              |              | 35   | 16   |
| カイザースラウテルン | 2002-03      | 32         | 9          | 4            | 4            |              |              | 36   | 13   |
| カイザースラウテルン | 2003-04      | 26         | 10         | 1            | 1            | 2            | 1            | 29   | 12   |
| 合計                 |              | 120        | 44         | 11           | 5            | 14           | 3            | 145  | 52   |
| ブレーメン           | 2004-05      | 32         | 15         | 5            | 0            | 8            | 2            | 44   | 17   |
| ブレーメン           | 2005-06      | 26         | 25         | 5            | 2            | 9            | 4            | 40   | 31   |
| ブレーメン           | 2006-07      | 31         | 13         | 3            | 1            | 13           | 2            | 47   | 16   |
| 合計                 |              | 89         | 53         | 13           | 3            | 30           | 8            | 132  | 64   |
| バイエルン           | 2007-08      | 27         | 10         | 8            | 6            | 12           | 5            | 47   | 21   |
| バイエルン           | 2008-09      | 26         | 10         | 4            | 3            | 8            | 7            | 38   | 20   |
| バイエルン           | 2009-10      | 25         | 3          | 5            | 2            | 8            | 1            | 38   | 6    |
| バイエルン           | 2010-11      | 20         | 1          | 4            | 3            | 2            | 1            | 26   | 5    |
| 合計                 |              | 98         | 24         | 21           | 14           | 30           | 14           | 146  | 52   |
| ラツィオ             | 2011-12      | 27         | 13         | 2            | 0            | 6            | 3            | 35   | 16   |
| ラツィオ             | 2012-13      | 29         | 15         | 2            | 0            | 5            | 1            | 36   | 16   |
| ラツィオ             | 2013-14      | 25         | 7          | 0            | 0            | 3            | 1            | 28   | 8    |
| ラツィオ             | 2014-15      | 34         | 13         | 6            | 3            |              |              | 40   | 16   |
| ラツィオ             | 2015-16      | 24         | 7          | 1            | 0            | 4            | 1            | 29   | 8    |
| 合計                 |              | 139        | 55         | 11           | 3            | 18           | 6            | 168  | 64   |
| 通算（ドイツ）       |              | 307        | 121        | 45           | 22           | 74           | 25           | 423  | 168  |
| 通算（イタリア）     |              | 139        | 55         | 11           | 3            | 18           | 6            | 168  | 64   |
| キャリア通算         | キャリア通算 | 446        | 176        | 56           | 25           | 92           | 31           | 591  | 232  |

## 代表歴

### 出場大会
- ドイツ代表
  - 2002 FIFAワールドカップ
  - 2006 FIFAワールドカップ
  - 2010 FIFAワールドカップ
  - 2014 FIFAワールドカップ

### 試合数
- 国際Aマッチ 137試合 71得点（2001年-2014年）[65]

| ドイツ代表 | 国際Aマッチ | 国際Aマッチ |
| 年         | 出場        | 得点        |
| ---------- | ----------- | ----------- |
| 2001       | 7           | 2           |
| 2002       | 17          | 12          |
| 2003       | 10          | 1           |
| 2004       | 11          | 5           |
| 2005       | 5           | 0           |
| 2006       | 17          | 13          |
| 2007       | 5           | 3           |
| 2008       | 15          | 8           |
| 2009       | 6           | 4           |
| 2010       | 12          | 10          |
| 2011       | 8           | 5           |
| 2012       | 13          | 4           |
| 2013       | 4           | 1           |
| 2014       | 7           | 3           |
| 通算       | 137         | 71          |

### 得点
| #  | 開催日         | 開催地                                                     | 対戦国           | スコア | 結果       | 大会                        |
| -- | -------------- | ---------------------------------------------------------- | ---------------- | ------ | ---------- | --------------------------- |
| 1  | 2001年3月24日  | レバークーゼン、バイ・アレーナ                             | アルバニア       | 2–1    | 2–1        | 2002 FIFAワールドカップ予選 |
| 2  | 2001年3月28日  | アテネ、オリンピック・スタジアム                           | ギリシャ         | 3–2    | 4–2        | 2002 FIFAワールドカップ予選 |
| 3  | 2002年2月13日  | カイザースラウテルン、フリッツ・ヴァルター・シュタディオン | イスラエル       | 1–1    | 7–1        | 親善試合                    |
| 4  | 2002年2月13日  | カイザースラウテルン、フリッツ・ヴァルター・シュタディオン | イスラエル       | 2–1    | 7–1        | 親善試合                    |
| 5  | 2002年2月13日  | カイザースラウテルン、フリッツ・ヴァルター・シュタディオン | イスラエル       | 4–1    | 7–1        | 親善試合                    |
| 6  | 2002年5月18日  | レバークーゼン、バイ・アレーナ                             | オーストリア     | 1–0    | 6–2        | 親善試合                    |
| 7  | 2002年5月18日  | レバークーゼン、バイ・アレーナ                             | オーストリア     | 2–0    | 6–2        | 親善試合                    |
| 8  | 2002年5月18日  | レバークーゼン、バイ・アレーナ                             | オーストリア     | 4–2    | 6–2        | 親善試合                    |
| 9  | 2002年6月1日   | 札幌、札幌ドーム                                           | サウジアラビア   | 1–0    | 8–0        | 2002 FIFAワールドカップ     |
| 10 | 2002年6月1日   | 札幌、札幌ドーム                                           | サウジアラビア   | 2–0    | 8–0        | 2002 FIFAワールドカップ     |
| 11 | 2002年6月1日   | 札幌、札幌ドーム                                           | サウジアラビア   | 5–0    | 8–0        | 2002 FIFAワールドカップ     |
| 12 | 2002年6月5日   | 鹿嶋、カシマサッカースタジアム                             | アイルランド     | 1–0    | 1–1        | 2002 FIFAワールドカップ     |
| 13 | 2002年6月11日  | 静岡、静岡スタジアム エコパ                                | カメルーン       | 2–0    | 2–0        | 2002 FIFAワールドカップ     |
| 14 | 2002年10月16日 | ハノーファー、AWDアレーナ                                  | フェロー諸島     | 2–1    | 2–1        | UEFA EURO 2004予選          |
| 15 | 2003年6月11日  | トースハウン、トースヴェリュール                           | フェロー諸島     | 1–0    | 2–0        | UEFA EURO 2004予選          |
| 16 | 2004年2月18日  | スプリト、スタディオン・ポリュド                           | クロアチア       | 1–0    | 2–1        | 親善試合                    |
| 17 | 2004年11月17日 | ライプツィヒ、ツェントラールシュタディオン                 | カメルーン       | 2–0    | 3–0        | 親善試合                    |
| 18 | 2004年11月17日 | ライプツィヒ、ツェントラールシュタディオン                 | カメルーン       | 3–0    | 3–0        | 親善試合                    |
| 19 | 2004年12月16日 | 横浜、横浜国際総合競技場                                   | 日本             | 1–0    | 3–0        | 親善試合                    |
| 20 | 2004年12月16日 | 横浜、横浜国際総合競技場                                   | 日本             | 3–0    | 3–0        | 親善試合                    |
| 21 | 2006年3月1日   | ドルトムント、ジグナル・イドゥナ・パルク                   | アメリカ合衆国   | 3–0    | 4–1        | 親善試合                    |
| 22 | 2006年5月27日  | フライブルク、バーデノーヴァ・シュタディオン               | ルクセンブルク   | 1–0    | 7–0        | 親善試合                    |
| 23 | 2006年5月27日  | フライブルク、バーデノーヴァ・シュタディオン               | ルクセンブルク   | 4–0    | 7–0        | 親善試合                    |
| 24 | 2006年5月30日  | レバークーゼン、バイ・アレーナ                             | 日本             | 1–2    | 2–2        | 親善試合                    |
| 25 | 2006年6月9日   | ミュンヘン、アリアンツ・アレーナ                           | コスタリカ       | 2–1    | 4–2        | 2006 FIFAワールドカップ     |
| 26 | 2006年6月9日   | ミュンヘン、アリアンツ・アレーナ                           | コスタリカ       | 3–1    | 4–2        | 2006 FIFAワールドカップ     |
| 27 | 2006年6月20日  | ベルリン、ベルリン・オリンピアシュタディオン               | エクアドル       | 1–0    | 3–0        | 2006 FIFAワールドカップ     |
| 28 | 2006年6月20日  | ベルリン、ベルリン・オリンピアシュタディオン               | エクアドル       | 2–0    | 3–0        | 2006 FIFAワールドカップ     |
| 29 | 2006年6月30日  | ベルリン、ベルリン・オリンピアシュタディオン               | アルゼンチン     | 1–1    | 1–1(PK4–2) | 2006 FIFAワールドカップ     |
| 30 | 2006年8月16日  | ゲルゼンキルヒェン、フェルティンス・アレーナ               | スウェーデン     | 2–0    | 3–0        | 親善試合                    |
| 31 | 2006年8月16日  | ゲルゼンキルヒェン、フェルティンス・アレーナ               | スウェーデン     | 3–0    | 3–0        | 親善試合                    |
| 32 | 2006年9月6日   | セラヴァッレ、スタディオ・オリンピコ                       | サンマリノ       | 3–0    | 13–0       | UEFA EURO 2008予選          |
| 33 | 2006年9月6日   | セラヴァッレ、スタディオ・オリンピコ                       | サンマリノ       | 6–0    | 13–0       | UEFA EURO 2008予選          |
| 34 | 2007年9月8日   | カーディフ、ニニアン・パーク                               | ウェールズ       | 1–0    | 2–0        | UEFA EURO 2008予選          |
| 35 | 2007年9月8日   | カーディフ、ニニアン・パーク                               | ウェールズ       | 2–0    | 2–0        | UEFA EURO 2008予選          |
| 36 | 2007年11月17日 | ハノーファー、AWDアレーナ                                  | キプロス         | 2–0    | 4–0        | UEFA EURO 2008予選          |
| 37 | 2008年2月6日   | ウィーン、ゲルハルト・ハナッピ・シュターディオン           | オーストリア     | 2–0    | 3–0        | 親善試合                    |
| 38 | 2008年3月26日  | バーゼル、ザンクト・ヤコブ・パルク                         | スイス           | 1–0    | 4–0        | 親善試合                    |
| 39 | 2008年5月27日  | カイザースラウテルン、フリッツ・ヴァルター・シュタディオン | ベラルーシ       | 1–0    | 2–2        | 親善試合                    |
| 40 | 2008年6月19日  | バーゼル、ザンクト・ヤコブ・パルク                         | ポルトガル       | 2–0    | 3–2        | UEFA EURO 2008              |
| 41 | 2008年6月25日  | バーゼル、ザンクト・ヤコブ・パルク                         | トルコ           | 2–1    | 3–2        | UEFA EURO 2008              |
| 42 | 2008年9月10日  | ヘルシンキ、オリンピックスタジアム                         | フィンランド     | 1–1    | 3–3        | 2010 FIFAワールドカップ予選 |
| 43 | 2008年9月10日  | ヘルシンキ、オリンピックスタジアム                         | フィンランド     | 2–2    | 3–3        | 2010 FIFAワールドカップ予選 |
| 44 | 2008年9月10日  | ヘルシンキ、オリンピックスタジアム                         | フィンランド     | 3–3    | 3–3        | 2010 FIFAワールドカップ予選 |
| 45 | 2009年8月12日  | バクー、トフィク・バフラモフ・スタジアム                   | アゼルバイジャン | 2–0    | 2–0        | 2010 FIFAワールドカップ予選 |
| 46 | 2009年9月9日   | ハノーファー、AWDアレーナ                                  | アゼルバイジャン | 2–0    | 4–0        | 2010 FIFAワールドカップ予選 |
| 47 | 2009年9月9日   | ハノーファー、AWDアレーナ                                  | アゼルバイジャン | 3–0    | 4–0        | 2010 FIFAワールドカップ予選 |
| 48 | 2009年10月10日 | モスクワ、ルジニキ・スタジアム                             | ロシア           | 1–0    | 1–0        | 2010 FIFAワールドカップ予選 |
| 49 | 2010年6月13日  | ダーバン、モーゼス・マヒダ・スタジアム                     | オーストラリア   | 2–0    | 4–0        | 2010 FIFAワールドカップ     |
| 50 | 2010年6月27日  | ブルームフォンテーン、フリーステイト・スタジアム           | イングランド     | 1–0    | 4–1        | 2010 FIFAワールドカップ     |
| 51 | 2010年7月3日   | ケープタウン、ケープタウン・スタジアム                     | アルゼンチン     | 2–0    | 4–0        | 2010 FIFAワールドカップ     |
| 52 | 2010年7月3日   | ケープタウン、ケープタウン・スタジアム                     | アルゼンチン     | 4–0    | 4–0        | 2010 FIFAワールドカップ     |
| 53 | 2010年9月3日   | ブリュッセル、ボードゥアン国王競技場                       | ベルギー         | 1–0    | 1–0        | UEFA EURO 2012予選          |
| 54 | 2010年9月7日   | ケルン、ラインエネルギーシュタディオン                     | アゼルバイジャン | 3–0    | 6–1        | UEFA EURO 2012予選          |
| 55 | 2010年9月7日   | ケルン、ラインエネルギーシュタディオン                     | アゼルバイジャン | 6–1    | 6–1        | UEFA EURO 2012予選          |
| 56 | 2010年10月8日  | ベルリン、ベルリン・オリンピアシュタディオン               | トルコ           | 1–0    | 3–0        | UEFA EURO 2012予選          |
| 57 | 2010年10月8日  | ベルリン、ベルリン・オリンピアシュタディオン               | トルコ           | 3–0    | 3–0        | UEFA EURO 2012予選          |
| 58 | 2010年10月12日 | アスタナ、アスタナ・アリーナ                               | カザフスタン     | 1–0    | 3–0        | UEFA EURO 2012予選          |
| 59 | 2011年2月9日   | ドルトムント、ジグナル・イドゥナ・パルク                   | イタリア         | 1–0    | 1–1        | 親善試合                    |
| 60 | 2011年3月26日  | カイザースラウテルン、フリッツ・ヴァルター・シュタディオン | カザフスタン     | 1–0    | 4–0        | UEFA EURO 2012予選          |
| 61 | 2011年3月26日  | カイザースラウテルン、フリッツ・ヴァルター・シュタディオン | カザフスタン     | 4–0    | 4–0        | UEFA EURO 2012予選          |
| 62 | 2011年9月2日   | ゲルゼンキルヒェン、フェルティンス・アレーナ               | オーストリア     | 1–0    | 6–2        | UEFA EURO 2012予選          |
| 63 | 2011年11月15日 | ハンブルク、フォルクスパルクシュタディオン                 | オランダ         | 2–0    | 3–0        | 親善試合                    |
| 64 | 2012年6月22日  | グダニスク、PGEアリーナ・グダニスク                        | ギリシャ         | 3–1    | 4–2        | UEFA EURO 2012              |
| 65 | 2012年10月12日 | ダブリン、アビバ・スタジアム                               | アイルランド     | 4–0    | 6–1        | 2014 FIFAワールドカップ予選 |
| 66 | 2012年10月16日 | ベルリン、ベルリン・オリンピアシュタディオン               | スウェーデン     | 1–0    | 4–4        | 2014 FIFAワールドカップ予選 |
| 67 | 2012年10月16日 | ベルリン、ベルリン・オリンピアシュタディオン               | スウェーデン     | 2–0    | 4–4        | 2014 FIFAワールドカップ予選 |
| 68 | 2013年9月6日   | ミュンヘン、アリアンツ・アレーナ                           | オーストリア     | 1–0    | 3–0        | 2014 FIFAワールドカップ予選 |
| 69 | 2014年6月6日   | マインツ、コファス・アレーナ                               | アルメニア       | 4–1    | 6–1        | 親善試合                    |
| 70 | 2014年6月21日  | フォルタレザ、カステロン                                   | ガーナ           | 2–2    | 2–2        | 2014 FIFAワールドカップ     |
| 71 | 2014年7月8日   | ベロオリゾンテ、ミネイロン                                 | ブラジル         | 2–0    | 7–1        | 2014 FIFAワールドカップ     |

## タイトル

### クラブ
ブレーメン
- DFLリーガポカール : 2006

バイエルン・ミュンヘン
- ブンデスリーガ : 2007-08, 2009-10
- DFBポカール : 2007-08, 2009-10
- DFLスーパーカップ : 2010
- DFLリーガポカール : 2007

SSラツィオ
- コッパ・イタリア : 2012-13

### 代表
ドイツ代表
- FIFAワールドカップ : 2014

### 個人
- ドイツ年間最優秀選手 : 2006
- ドイツブンデスリーガ得点王 : 2005-06（26試合25得点）
- FIFAワールドカップゴールデンブーツ（得点王） : 2006（5得点）

## 文献
1. 1 2  https://www.kicker.de/miroslav-klose-23709/nationalspieler/serie-a-tim/2002-03/lazio-rom
2. ↑  “W杯最多得点記録のクローゼが現役引退、ドイツ代表のコーチに”. www.afpbb.com (2016年11月2日). 2025年6月8日閲覧。
3. ↑  Biermann, Christoph; Gilbert, Cathrin (2007年12月16日). “»Ein dickköpfiges Bambi«” (ドイツ語). Der Spiegel. ISSN 2195-1349 2025年6月8日閲覧。
4. ↑  “Miroslav Klose”.   tribalfootball.com Pty Ltd.. 2014年7月13日閲覧。
5. ↑  Arnhold, Matthias (2016年12月1日). “Miroslav Klose – Matches and Goals in Bundesliga”.  RSSSF. 2016年12月7日閲覧。
6. ↑  "Klose seals move to leaders Bremen". Reuters. CNN.com. 2 March 2004. Retrieved 8 May 2011.
7. ↑  “Wechsel perfekt: Klose erhält Vertrag bis 2008 in Bremen” (ドイツ語). Der Spiegel. (2004年3月2日). ISSN 2195-1349 2025年6月8日閲覧。
8. ↑  Archives, Bayern Offside (2008年8月8日). “Player Profile: Miroslav Klose” (英語). Bavarian Football Works. 2025年6月8日閲覧。
9. ↑  “WM-Helden Müller und Klose treffen” (ドイツ語). kicker. 2025年6月8日閲覧。
10. ↑  “Klose leaves Bayern for Lazio”. UEFA.com. (2011年6月9日) 2011年6月9日閲覧。
11. ↑  ""Klose mit uns": Nationalstürmer "wütend" über italienische Faschos" (in German). Deutsch-tuerkische-nachrichten.de. 19 October 2011. Retrieved 20 October 2011.
12. ↑  "Lazio Rom: Miroslav Klose äußert sich zu Nazi-Banner" (in German). Goal.com. 19 October 2011. Retrieved 20 October 2011.
13. ↑  Johan Djourou (2025年1月1日). “okwin” (英語). okwin88.bio. 2023年6月8日閲覧。
14. ↑  "Klose wütend wegen SS-Runen" (in German). Focus.de. 19 October 2011. Retrieved 20 October 2011.
15. ↑  “クローゼ、１試合５得点も「チームのおかげ」 | Goal.com”. www.goal.com. 2025年6月8日閲覧。
16. ↑  Doyle, Mark (2013年5月26日). “Roma 0–1 Lazio: Biancocelesti edge dour derby to claim Coppa Italia”.   fussballtransfers.com. 2013年5月27日閲覧。
17. ↑  “元ドイツ代表クローゼがラツィオ退団へ 現役は続行 - セリエＡリーグ : 日刊スポーツ”. nikkansports.com. 2025年6月8日閲覧。
18. ↑  “Fiorentina win to finish fifth but Lazio's Miroslav Klose signs off with a goal”.   ESPN FC (2016年5月15日). 2016年5月16日閲覧。
19. ↑  “37歳伝説クローゼ、感動的なグランド・フィナーレ「この5年間は決して忘れはしない」”. フットボールチャンネル (2016年5月16日). 2025年6月8日閲覧。
20. ↑  “Lazio, Klose saluta con un record: è il miglior goleador straniero come Pandev” [Lazio, Klose says goodbye with a record: he's the top foreign goalscorer like Pandev] (Italian).   La Gazzetta dello Sport (2016年5月15日). 2016年5月16日閲覧。
21. 1 2  “クローゼはなぜ多くのオファーを蹴って引退したのか？ 偉大なるストライカーが描くセカンドキャリア | サッカーダイジェストWeb”. www.soccerdigestweb.com. 2019年1月1日閲覧。
22. ↑  "Klose call as Germans beat Albania". BBC Sport. 24 March 2001. Retrieved 8 June 2008.
23. ↑  "Miroslav Klose: Gdybyście się nie spóźnili..." euro2008.pl (in Polish). 9 June 2008. Archived from the original on 11 June 2008. Retrieved 14 June 2008.
24. ↑  Mamrud, Roberto (2016年12月1日). “Miroslav Klose – Century of International Appearances”.  RSSSF. 2016年12月7日閲覧。
25. ↑  “Sechs Wochen Pause für Klose”. UEFA.com. (2004年3月30日) 2011年11月6日閲覧。
26. ↑  "EM 2008: Deutschland und Spanien – Der Weg ins Finale mit allen Toren auf Video" (in German). Fanartisch.de. 29 June 2008. Retrieved 20 October 2011.
27. ↑  Bevan, Chris (3 July 2010). "Argentina 0–4 Germany". BBC Sport. Retrieved 5 July 2010.
28. ↑  “Huntelaar top scorer in EC qualification matches”.   Expatica (2011年10月12日). 2012年2月16日閲覧。
29. ↑  G・ミュラーに並んだクローゼ　「並んだとは思ってない」goal.com 2013年9月7日
30. ↑  “Germany 6–1 Armenia: Miroslav Klose becomes all time top scorer as Andre Schurrle and Lukas Podolski net in easy win”. Daily Mail.  DMG Media (2014年6月6日). 2014年6月6日閲覧。
31. ↑  “World Cup 2014 : Veteran Klose scores record goal number '15' as Germany vs Ghana ends in a 2–2 draw”.   hindustantimes.com (2014年6月21日). 2014年6月22日閲覧。
32. ↑  “クローゼ、W杯通算得点記録を更新”.   Goal.com (2004年7月9日). 2004年7月9日閲覧。
33. ↑  “World Cup 2014: Germany's Miroslav Klose breaks World Cup record”. BBC (2014年7月8日). 2014年7月8日閲覧。
34. ↑  co.,Ltd, FromOne. “クローゼが代表引退を表明…W杯通算得点や独代表通算得点最多記録を保持”. サッカーキング. 2019年1月2日閲覧。
35. ↑  “Miroslav Klose: Meilensteine einer großen Karriere” (ドイツ語). DFB - Deutscher Fußball-Bund e.V. 2025年6月8日閲覧。
36. ↑  “ドイツ代表引退のラーム、クローゼ、メルテザッカー、親善試合の試合前に表彰を受ける”. Qoly. 2019年1月2日閲覧。
37. ↑  Festlicher Abschied für die Weltmeister, dfb.de, abgerufen am 4. September 2014.
38. ↑  “W杯歴代通算最多ゴールのクローゼが現役引退…今後は監督業の道へ | Goal.com”. www.goal.com. 2025年6月8日閲覧。
39. ↑  Redaktion (2018年5月11日). “２０２０年までの契約：ミロスラフ・クローゼがＵ１７の監督に”. FC Bayern Munich. 2019年1月1日閲覧。
40. ↑  “Contract through 2020: Miroslav Klose to coach U-17s”.   FC Bayern Munich (2018年5月11日). 2018年7月2日閲覧。
41. ↑  “バイエルン退団のクローゼ氏、血栓発症で休養「サッカーができず、気が狂いそうだった」”. サッカーキング. 2021年9月3日閲覧。
42. ↑  Inc, SEESAW GAME (2022年6月18日). “元ドイツ代表FWクローゼ氏が監督業にチャレンジ！ オーストリア1部クラブの指揮官に就任”. サッカーキング. 2024年6月18日閲覧。
43. ↑  “オーストリアのアルタッハがクローゼ監督を解任…降格プレーオフ前に残留に向け決断”. 超ワールドサッカー！. 2024年6月18日閲覧。
44. ↑  “クローゼ氏、ニュルンベルクの新監督に就任！元ドイツ代表エースが奥抜侃志らを指導 | Goal.com 日本”. www.goal.com (2024年6月11日). 2024年6月18日閲覧。
45. ↑  “Germany's humble Klose a soft-spoken goalscoring giant”.   Reuters (2014年6月21日). 2015年11月17日閲覧。
46. ↑  “嗅覚と正直の男、クローゼが引退。代表71ゴールは全てエリア内から。（遠藤孝輔）”. Number Web - ナンバー. 2019年1月1日閲覧。
47. ↑  “Door opens for Klose”.   Sky Sports. 2015年11月17日閲覧。
48. ↑  “Goodbye to a Humble Scoring Machine”.   The New York Times (2014年8月12日). 2018年12月1日閲覧。
49. ↑  “Legend Profile: Miroslav Klose – Complete Breakdown + Tactical Analysis”. The Laziali. (2018年3月6日) 2018年3月30日閲覧。
50. ↑  “W杯ではロナウド超えなのに クラブで輝かない“歴代最多得点者”クローゼの謎”. www.theworldmagazine.jp. 2021年9月3日閲覧。
51. ↑  増島みどり. “ミロスラフ・クローゼ「静かなる成功者」”. MASUJIMA STADIUM. 2011年12月28日閲覧。
52. ↑  Sven Becker (2007年6月27日). “From carpenter to goalgrabber” (英語). Bundesliga. 2011年12月28日閲覧。
53. ↑  “12 des Tages: Samba mit "Klosinho"” (ドイツ語). SPIEGEL ONLINE (2006年12月4日). 2011年12月28日閲覧。
54. ↑  “Barça vai encarar "Klosinho" alemão” (ポルトガル語). Globoesporte.com (2006年12月3日). 2011年12月28日閲覧。
55. ↑  “Wer jubelt am schönsten?” (ドイツ語). FIFA.com (2010年10月9日). 2011年12月28日閲覧。
56. ↑  Shreshta Trivedi (2006年7月12日). “Up Klose and personal with Miroslav” (英語). ZEENEWS.com. 2011年12月28日閲覧。
57. ↑  “Miroslav Klose Picks Up Fair Play Award” (英語). Werder Bremen (2005年5月11日). 2011年12月28日閲覧。
58. ↑  “FAIR PLAY TO YOU, MIROSLAV” (英語). sportinglife.com. 2011年12月28日閲覧。
59. ↑  “National team player Miroslav Klose” (英語). DFB - Deutscher Fußball-Bund e.V. (2006年5月15日). 2011年12月28日閲覧。
60. ↑  クローゼがハンドを認めてゴール取り消しGoal.com 2012年9月27日
61. ↑  “ドイツ対アルゼンチン、決勝カードは過去1勝1敗”. 朝日新聞デジタル. (2014年7月10日) 2014年7月10日閲覧。
62. ↑  “過去に2大会連続決勝で対戦＝ドイツとアルゼンチン”. 時事ドットコム. (2014年7月10日) 2014年7月10日閲覧。
63. ↑  “実はアルゼンチンキラー…クローゼ 代表引退は「決勝後に決断」 - スポニチ Sponichi Annex サッカー”. スポニチ Sponichi Annex. 2025年6月8日閲覧。
64. ↑  クローゼ、ゲッツェに「おまえならできる」Goal.com 2014年07月14日
65. ↑  ミロスラフ・クローゼ - National-Football-Teams.com